# Stenolpiodes gracillimus
Stenolpiodes gracillimus är en spindeldjursart som beskrevs av Beier 1959. Stenolpiodes gracillimus ingår i släktet Stenolpiodes och familjen Olpiidae. Inga underarter finns listade i Catalogue of Life.